# José González Navarro
José González Navarro   (Barcelona, 1939 - Barcelona, 13 de març de 2009) més conegut com a Pepe González, va ser un il·lustrador, autor de còmic i pintor, conegut principalment per les seves historietes romàntiques de la dècada dels 60, així com pel seu treball posterior en a la sèrie de terror-eròtic Vampirella, sempre per al mercat exterior. Pertany a la generació de Luis García Mozos, Carlos Giménez, Josep Maria Beà, Esteban Maroto, o José Ortiz.

## Biografia

### Infància i joventut
De pare andalús i mare murciana, José González recorda que de nen les seves "llibretes de matemàtiques o geometria estaven sempre plenes de dibuixos", la qual cosa li garantia freqüents suspensos i càstigs per part dels seus mestres. En un article de 1983, Manuel Domínguez Navarro ens presenta a un autodidacta José González, encara nen, gargotejant quaderns de col·legi, marges blancs de periòdics, papers d'embolicar i factures, i iniciant un gran mural a la casa familiar.
Encara adolescent, va treballar en una agència d'assegurances. El 1956 l'editor Josep Toutain descobreix a l'aparador d'una sastreria en la qual treballa la mare del jove els seus retrats al carbó de Marilyn Monroe i d'una altra actriu. A través d'un altre dibuixant, Javier Puerto, l'editor contacta amb José González i el convida a unir-se a l'equip de Selecciones Ilustradas. La prova que aquest va posar com a condició per a la seva contractació va ser reproduir una il·lustració del còmic Cisco Kid de José Luis Salinas. José González la va copiar amb tal minuciositat que fins i tot va reproduir les taques del paper.
Selecciones Ilustradas es dedicava principalment a aconseguir subcontractes per al mercat exterior i el primer treball de José González va ser una còmic de l'oest titulada Doc Holliday per a una editorial francesa. L'èxit de la mateixa va fer que passés a realitzar còmics romàntics com Brigitte, Rosas Blancas, Susana y Serenata per a l'editorial Toray. En aquells anys, ell i Josep María Beá, poc mes jova que ell, es divertien a l'oficina com els nois que eren, formant fins i tot un grup de rock amb el qual els estius realitzaven gires per la Costa Brava.

### El mercat anglès
Va començar a treballar després per a l'editorial britànica Fleetway Publishers, que editava diverses revistes de tipus romàntic com Mirabelle, Marilyn, Roxi i Valentine, sempre amb escenes plenes d'elegància i glamur. El dibuixant es va especialitzar en elles perquè les preferia als còmics bèl·lics que també se li van proposar. Lamentablement, com ell mateix autor declara, la majoria dels guions que havia de realitzar eren una porqueria i no va tenir molts personatges fixos, excepte Pamela o Liberty St. Dare. Això no va impedir que les seves noies es fessin immediatament populars i fossin imitades a Europa i els Estats Units. El crític Jesús Cuadrado considera a més que aquestes historietes són les més "dolces, precises i sàvies" de les seves.
El 1967, va abandonar Seleccions Il·lustrades en solidaritat amb Luis García, qui havia estat expulsat per un enfrontament amb Rafael López Espí, sent requerida la volta de tots dos poc temps després.
Durant el seu any de servei militar, se li va encarregar la realització d'un retrat a l'oli de Pablo Martín Alonso, en aquell temps Ministre de l'Exèrcit d'Espanya, obtenint per això la Creu de Plata al mèrit militar amb distintiu blanc.
Acabat el servei militar, va viatjar per primera vegada a Londres per a inspirar-se a l'hora de realitzar una adaptació al còmic de la sèrie televisiva Els Venjadors (The Avengers). També realitza Pamela i Sempre Eva.

### El mercat estatunidenc (1971-83)
Adquirida una notable habilitat per a dibuixar la figura femenina, l'editor estatunidenc de revistes de terror i fantasia Jim Warren, de visita per Europa el 1971, es va interessar per ell i el va triar per a dibuixar el personatge de capçalera de la seva revista Vampirella a partir del seu número 12, datat al juliol.José González redefiniria Vampirella, una voluptuosa vampiresa extraterrestre del planeta Drakulon, fins a convertir-se en el seu dibuixant definitiu. La portada del número 19, que representava la protagonista dreta amb un ratpenat alçant el vol des de la mà es va convertir en una icona del personatge. Va aconseguir per això els guardons de la Warren Best Art of the Year al certamen Comic-Con de 1971 per la seva primera historieta Death's Dark Angel, així com el premi Special Award for Excelence de 1976, encara que va rebutjar participar en qualsevol campanya de promoció que l'obligués a parlar per ràdio. Com ell mateix va afirmar: "No vull publicitat, treballo simplement per guanyar diners i per gust".
| « | Els guions americans no són iguals com els anglesos, que quan feies vint seguits els vint eren iguals en estructura i plantejament. Ara tots els guions són completament diferents. (...) Això sí, a mi m'agrada que em donin camp lliure per dibuixar, i els americans ho planifiquen molt. | » |
| — | |   |

No obstant això, en una entrevista posterior, ja de 1978, manifestava sobre aquests guions que "quan els agafo em donen cent puntades en l'estómac. El que passa és que després em mentalitzo i procuro tirar-los endavant" No en va, el periodista Manuel Domínguez Navarro esmenta "els eventuals cansaments de Pepe del còmic en general i del personatge en particular" En termes generals, el propi dibuixant es presentava a si mateix com un àries arquetípic, "amb els seus canvis bruscos, la seva tossudesa i la seva decisió a portar endavant allò en què està ficat... fins que es cansa".
José González va continuar dibuixant la historieta de Vampirella fins al número 34, quan es van presentar nous artistes com José Ortiz i Leopoldo Sánchez, si bé va continuar sent el dibuixant principal fins que el 1977 va compartir protagonisme amb Gonzalo Mayo. El 1979, després del número 82 de Vampirella, José González va deixar de treballar per a la revista excepte en il·lustracions a pàgina completa.
Va tornar a treballar de nou el 1982 en els últims sis números de la revista que van incloure relats inèdits, fins a la fallida de la Warren el 1983. Per a aquesta volta, en la qual va treballar amb guions de Rich Margopoulos, s'havia reservat el dret de rebutjar el guió que no fos amb el seu estil. Un setè episodi d'aquesta última etapa de Margopoulos i González, no publicat per Warren, va aparèixer no obstant això en el núm. 42 de l'edició espanyola de Creepy amb el títol La Maledicció Wrathmore.
Des de 1971 fins a la desaparició de l'editorial havia dibuixat 53 historietes de Vampirella (54 si s'inclou La Maledicció Wrathmore), la qual cosa el converteix en un dels seus artistes més prolífics. Només en alguna ocasió havia estat  a la ciutat de Nova York.

### Última etapa (1984-2009)
Després de la desaparició de la Warren, va continuar treballant amb Norma Editorial durant més d'una dècada creant retrats, publicitat, il·lustracions, i portades per a Signet Books. Afirmava llavors que la publicitat, la il·lustració i les portades, per aquest ordre, eren les labors que més li satisfeien, encara que va arribar a realitzar algunes historietes per a Cimoc com Chantal i Mamba, amb els guionistes I. Molina i Antonio Segura, respectivament.
Rafael Martínez, director de Norma en l'època en la qual José González va treballar per a l'editorial va reconèixer sentir-se culpable per no haver fet més costat a l'artista en la seva última etapa, al qual va definir com un dels tres millors dibuixants espanyols de les últimes dècades.
José González va morir el 13 de març de 2009 a Barcelona a l'edat de 70 anys, després d'una llarga malaltia que el va sumir en un coma del qual ja no es va recuperar. Mai va pretendre fama ni notorietat, per això va passar al llarg de la seva vida, com tants altres artistes, per nombrosos períodes de penúria econòmica.

## Estil
El seu estil podia variar des d'un realisme fotogràfic fins a l'estil oníric i surrealista del còmic dels anys 70. Se li han atribuït influències tant d'artistes clàssics com contemporanis, i més concretament d'Alex Raymond, creador de Flaix Gordon, sent també un gran admirador en els seus inicis de autors com José Luis Salinas i Stan Drake. El 1978, afegia a la llista dels seus dibuixants predilectes a Víctor de la Fuente, Jordi Longarón i Llopart, Alberto Breccia i Hugo Pratt.Els seus dibuixos assoleixen les cotes artístiques més grans en les seves representacions del cos humà, tant vestit com nu, així com d'animals. González Navarro està reconegut de manera unànime com un dels dibuixants de les dones més belles de la història del medi. Carlos Giménez va dir que "quan Jose González dibuixava una noia abans que les seves pàgines arribessin al despatx de Toutain l'havien copiat ja tots els dibuixants que feien noies”, i que:
| «                 | «Igual que Jijé va ensenyar a tots els dibuixants franco-belgues i Franquin va ensenyar humor a mitja Europa, doncs Pepe González va ensenyar a fer dones a gairebé tots els artistes de l'estat espanyol i a gran part dels francesos i americans. Jo mateix he copiat moltes noies de Pepe. Aquest és un mèrit seu innegable, i passarà a la història com l'home de les noies sensacionals.» | » |
| — Carlos Giménez, | |   |

El mateix Frank Frazetta també va dir que "ningú havia dibuixat amb tanta bellesa a les dones com José González". Els editors Josep Toutain i Mike Butterworth i el seu company Josep Maria Beà eren de la mateixa opinió. Iván Tubau, una mica brusc, és de l'opinió que els dibuixos de Pepe no hi ha dones reals, sinó abstraccions, donat "que la dona no li interessa com a objecte eròtic", ja que és homosexual.
També va realitzar retrats de personalitats de Hollywood i d'Espanya, com Monserrat Caballé. Es deia fins i tot que podia dibuixar de memòria sense model, concretament a Marilyn Monroe, a la qual va retratar en nombroses ocasions. Unes altres de les seves actrius favorites eren Jean Harlow, Ava Gardner o Hedy Lamarr. Els seus il·lustradors favorits eren els clàssics estatunidencs com Mark English, Bob Peak o Norman Rockwell. Els seus originals han estat exposats en nombroses ocasions.El seu gran amic Enric Torres, amb qui va compartir estudi molts anys i que va realitzar un magnífic retrat a l'oli de Pepe, va dir-ne després de la seva mort:
| «               | La seva tremenda habilitat en dibuixar era només una de les seves facetes. Pepe tenia una 'memòria fotogràfica' com no havia vist abans. | » |
| — Enric Torres, | |   |

Humilment no es considerava a si mateix un autèntic autor de còmic, ja que no realitzava els seus propis guions. Sempre va sostenir que el seu treball es limitava a moure un llapis. De fet la seva tècnica es basava gairebé exclusivament en l'ús del llapis, posteriorment entintat. Ell mateix creia que els seus dibuixos perden alguna cosa amb l'entintat i defensava que "el còmic autèntic ha de ser en blanc i negre pur, amb plomí i pinzell, i tinta xinesa, com ho feien Caniff, Raymond, Robbins, Drake i companyia". D'altra banda, encara que creia que la il·lustració a color havia de ser a l'oli, ell preferia combinar llapis de colors, acrílics i aquarel·les.
Josep Toutain ha destacat la facilitat amb què practicava el seu art i aprenia noves tècniques, fins a tal punt que per als seus companys semblava posseir una capacitat innata per a això. Aconseguia realitzar una pàgina al mig dia si no havia d'usar cap documentació. El mateix va arribar a reconèixer que solament treballava "uns quinze dies al mes, amb aquest temps tinc suficient per a fer el meu treball del mes, prefereixo guanyar menys i viure més." Fins i tot, si la falta d'espai l'obligava a això, era capaç de dibuixar les vinyetes veient-les invertides.

## José González a la ficció
Carlos Giménez va retratar el dibuixant a la seva cèlebre sèrie Los Profesionales amb el nom de Jordi Pérez, arribat a coprotagonitzar historietes com Conversaciones a medianoche, La gran noche y Triunfador. La seva descripció era força explícita:
| «                 | Solter i sense compromís. Dorm de dia i pren copes de nit. Freqüenta el "Pub Greta Garbo", "El chic-Marilyn" i "El Juanita Reina Gay". Fa retrats i de tant en tant, alguna historieta. | » |
| — Carlos Giménez, | |   |

Aquest mateix autor ha desenvolupat una biografia-homenatge de González en cinc toms en format àlbum, titulat simplement "Pepe". El primer dels quals ha vist la llum al setembre de 2012.

## Obra editada en castellà

###### Còmics
- Pamela Editorial Garbo, (1976)
- Cuando el cómic es arte, Pepe González Toutain Editor, (1978)

###### Portafolis
- Las chicas de Pepe González (10 laminàs, 44x32cm.) Norma Editorial
- Greta Garbo (10 laminàs numerades i firmades, 44x32cm.) Norma Editorial
- Marilyn Monroe (6 laminàs, 44x32cm.) Norma Editorial
- James Dean (6 laminàs, 44x32cm.) Norma Editorial
- Hollywood Stars(Ava Gardner, Katharine Hepburn, Marlene Dietrich, Greta Garbo, Rita Hayworth) (6 laminàs, 44x32cm.) Norma Editorial
- Humphrey Bogart  (6 laminàs 44x32) Norma Editorial

###### Postals
- Marilyn Monroe (carpeta con 6 postals) Norma Editorial
- Chicas y deportes (carpeta con 6 postals, color) Norma Editorial